# 威武
威武，又作魏武、纬武，乌雅氏，清朝前期官员，孝恭仁皇后的父亲，雍正帝的外祖父。
祖父額栢根。其父额参，初授膳房总领，历任内大臣，从征朝鲜，授为阿思哈尼哈番（男爵），又从征山东济南府临清州及大同等处，加一骑都尉。威武是其长子，任护军参领。雍正元年二月，外孙雍正帝追赠一等公，世襲罔替。雍正八年九月赠一等承恩公，其妻塞和里氏。其子博启，承袭一等公。